# Pieve d'Olmi
Pieve d'Olmi es una localidad y comune italiana de la provincia de Cremona, región de Lombardía, con 1.170 habitantes.

## Evolución demográfica
| Gráfica de evolución demográfica de Pieve d'Olmi entre 1861 y 2001 |
|                                                                    |
| Fuente ISTAT - elaboración gráfica de Wikipedia                    |